# Thor Björgólfsson
Thor Björgólfsson (właśc. Björgólfur Thor Björgólfsson, ur. 19 marca 1967 w Reykjavíku) – islandzki miliarder i przedsiębiorca, posiadający udziały m.in. w polskiej sieci komórkowej Play i w chilijskiej firmie WOM. Obecnie (na dzień 28 listopada 2018) jego majątek według Forbes wynosi 1,7 mld dolarów amerykańskich, jest więc najbogatszym człowiekiem w kraju.

## Życiorys
Urodził się w 1967 w Rejkjawiku. W roku 1991 ukończył studia wyższe w Leonard N. Stern School of Business na Uniwersytecie Nowojorskim.
Swoją karierę jako przedsiębiorca rozpoczął w Rosji. W 1993 roku wraz z ojcem – Bjorgolfurem Gudmundssonem – i wieloletnim partnerem biznesowym – Magnusem Thorsteinssonem – wyjechał do Sankt Petersburga, gdzie założył firmę Baltic Bottling Plant. Przedsiębiorstwo to działało samodzielnie przez 5 lat, potem zostało sprzedane Pepsi. Następnie przyczynił się do powstania browaru Bravo, produkującego m.in. piwo Botchkarov. Firmę tę również szybko sprzedał (w 2002 Heinekenowi), a za uzyskane pieniądze rozpoczął budowę wielu firm na różnych rynkach. Założył lub posiadał udziały m.in. w polskiej sieci komórkowej Play, w koncernie farmaceutycznym Actavis czy w fińskiej firmie Elisa Oyj.
W 2008 roku jego majątek został wyceniony na 3,5 mld $, co czyniło go najbogatszym Islandczykiem (jedynym miliarderem z tego kraju). Jednak na skutek ogólnoświatowego kryzysu, jego zadłużenie wzrosło aż do ponad 10 miliardów dolarów; aby je spłacić musiał między innymi sprzedać swoje udziały w Actavisie. W 2015 przejął firmę Nextel, chilijskiego operatora telekomunikacyjnego.

## Życie prywatne
Pradziadek Thora Björgólfssona był jednym z największych właścicieli ziemskich w Islandii. Obecnie Björgólfsson mieszka w Londynie, jest żonaty i ma trójkę dzieci. Wydał autobiografię w języku angielskim, zatytułowaną: Billions to Bust and Back: How I made, lost and rebuilt a fortune, and what I learned on the way (po polsku: Miliard wymknął się i wrócił: Jak zarobiłem, straciłem i odbudowałem majątek, i czego się z tego nauczyłem).